# Ellsworth Kolb
Ellsworth Leonardson Kolb, född 4 januari 1876 i Smithfield i Pennsylvania i USA, död 9 januari 1960 i Los Angeles i Kalifornien i USA, var en amerikansk fotograf.
Ellsworth Kolb var äldst av fem barn till Edward Kolb (1850–efter 1940) och Ella Nelson Borland (1852–1944). Han växte upp i Pennsylvania och var bror till Emery Kolb. Han drog västerut 1896 och kom så småningom till South Rim vid Grand Canyon 1901, där han fick arbete som vedhuggare och senare bärare på Bright Angel Lodge. Han lockade dit sin yngre bror Emery, som anlände 1902. Bröderna etablerade sig 1904 som kommersiella fotografer i ett tält på South Rim. De byggde 1904–1905 Kolb Studio, ett bostadshus och en fotoateljé på kanten av Grand Canyon. Där byggde de upp en verksamhet som framför allt baserades på att från ett gavelfönster i Kolb Studio fotografera turister som red på mulåsnor nedför den bredvidliggande Bright Angel Trail.
Den 28 september–11 november 1911 företog Ellsworth och Emery Kolb en expedition med roddbåtar medför Coloradofloden, från Green River i Wyoming till Needles i Kalifornien, en liknande färd som den pionjärexpedition geologen John Wesley Powell hade organiserat 32 år tidigare. De filmade flodfärden och visade sedan sin film på en filmvisningstur i USA och därefter dagligen i ett auditorium i en 1915 gjord utbyggnad av Kolb Studio. Ellsworth Kolb publicerade också en bok om äventyret.
År 1913 skildes bröderna åt. Emery fortsatte att driva fotoateljén i Grand Canyon Village, medan Ellsworth flyttade till Los Angeles, där han fortsatte att leva till sin död 1960.
Ellsworth Kolb gifte sig 1924 med Ella Shonesky.